# Dene-kaukasiska språk
Dene-kaukasiska språk eller sino-kaukasiska språk är en hypotetisk språkfamilj föreslagen av bland andra Sergej Nikolajev. Hypotesen är dock omstridd bland historiska lingvister.
Familjen inkluderar:
- Na-dene
- Baskiska
- Sinotibetanska språk
- Burushaski
- Jenisejiska språk
- Kaukasiska språk